# Heterochelus pachymerus
Heterochelus pachymerus är en skalbaggsart som beskrevs av Christian Rudolph Wilhelm Wiedemann 1821. Heterochelus pachymerus ingår i släktet Heterochelus och familjen Melolonthidae. Inga underarter finns listade i Catalogue of Life.